# 習志野市立向山小学校
習志野市立向山小学校（ならしのしりつ むこうやましょうがっこう）は、千葉県習志野市谷津二丁目にある公立小学校。

## 沿革
- 1975年4月 - 習志野市立向山小学校創立

## 交通
- 京成本線谷津駅下車